# Fumiya Takayanagi
Fumiya Takayanagi (japanisch 高柳 郁弥 Takayanagi Fumiya; * 4. Oktober 2000 in der Präfektur Saitama) ist ein japanischer Fußballspieler.

## Karriere
Fumiya Takayanagi erlernte das Fußballspielen in der Jugendmannschaft von Ōmiya Ardija sowie in der Universitätsmannschaft der Tōyō-Universität. Von Ende Juni 2022 bis Saisonende wurde er an den Zweitligisten Ōmiya Ardija ausgeliehen.
Sein Zweitligadebüt für den Verein aus Saitama gab er am 2. Juli 2022 (24. Spieltag) im Auswärtsspiel gegen Iwate Grulla Morioka. Hier wurde er bei der 1:0-Niederlage in der 86. Minute für Shunsuke Kikuchi eingewechselt. Nach der Ausleihe wurde er am 1. Februar 2023 von Ōmiya Ardija fest unter Vertrag genommen. Am Ende der Saison 2023 musste er mit dem Verein als Tabellenvorletzter in die dritte Liga absteigen. Ende Juli 2024 wechselte er auf Leihbasis zum ebenfalls in der dritten Liga spielenden Gainare Tottori. Für den Verein aus der Präfektur Tottori bestritt er 15 Ligaspiele. Die Saison 2025 wurde er an den  ebenfalls in der dritten Liga spielenden Giravanz Kitakyūshū verliehen.